# Navacelles
Navacelles är en kommun i departementet Gard i regionen Occitanien i södra Frankrike. Kommunen ligger i kantonen Saint-Ambroix som tillhör arrondissementet Alès. År 2022 hade Navacelles 307 invånare.

## Befolkningsutveckling
Antalet invånare i kommunen Navacelles
Referens:INSEE